# Oskar-Helene-Heim

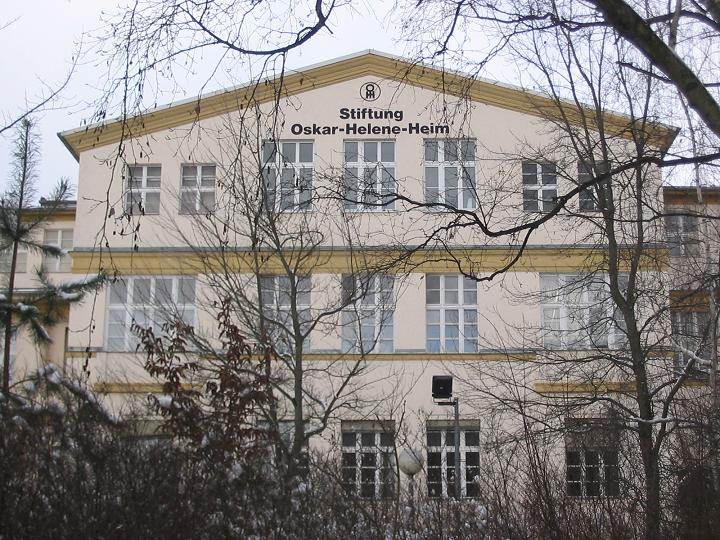
Oskar-Helene-Heim, ehemaliges Hauptgebäude (2006)

Das Oskar-Helene-Heim war eine der größten orthopädischen Privatanstalten für Kinder und Jugendliche. Es befand sich an der Clayallee, etwa 300 Meter südlich des 1929 eröffneten U-Bahnhofs Oskar-Helene-Heim im Berliner Ortsteil Dahlem. Der Name erinnert an die beiden großzügigen Mäzene, den Industriellen Oskar Pintsch und seine Ehefrau Helene.
1905 auf Initiative von Konrad Biesalski als Verein gegründet und durch unzählige kleine und große Spenden von Berliner Familien unterstützt, entwickelte sich das Oskar-Helene-Heim mit umfangreichen Einrichtungen und Wohnheimen für Körperbehinderte zu einem Zentrum der modernen Pflege von Menschen mit körperlicher Behinderung. Es war international wegweisend und sollte in den folgenden Jahrzehnten Weltruhm erlangen. Am Oskar-Helene-Heim wurden erstmals Techniken der Wirbelsäulen- und Neurochirurgie erprobt, die noch heute praktiziert werden. Durch den Einsatz des hier praktizierenden Arztes Kurt Huldschinsky verlor die Armutskrankheit Rachitis ihren Schrecken, als er entdeckte, dass sie durch Bestrahlung der Haut mit UV-Licht geheilt werden konnte. Nach fast einhundertjährigem Bestehen schloss im Jahr 2000 das Oskar-Helene-Heim seine Pforten. Trotz massiver Proteste fiel das Traditionshaus den Einsparungen im Gesundheitswesen zum Opfer. Der Name Oskar-Helene-Heim besteht als eingetragener Verein fort. Das leergeräumte Anstaltsgebäude diente zehn Jahre lang als Filmkulisse. Auf dem Gelände des Oskar-Helene-Heims entstand im Zeitraum von 2012 bis 2014 ein Wohn- und Gesundheitsstandort für 130 Millionen Euro. Eine Ringstraße auf dem Areal erhielt den Namen Oskar-Helene-Park.

## Geschichte

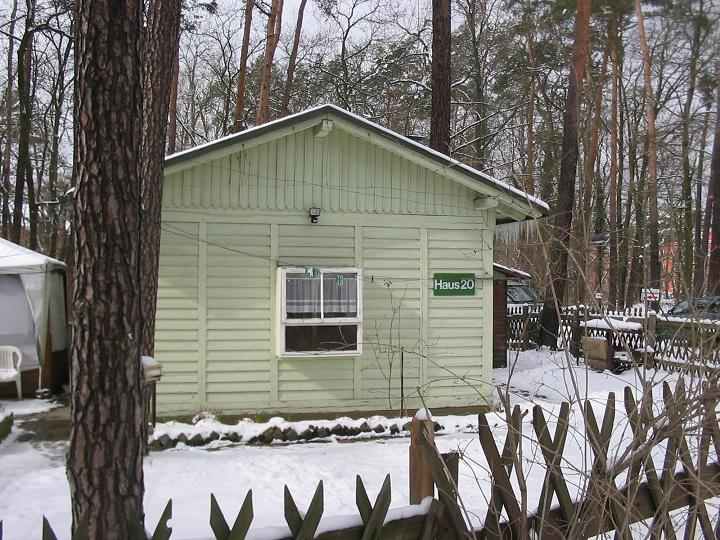
Oskar-Helene-Heim, Nebengebäude 20 (2006)

Gedenktafel vor dem U-Bahnhof Oskar-Helene-Heim, Clayallee 223 (2015)

### Von der Gründung bis in die zwanziger Jahre
Konrad Biesalski, Leiter der orthopädischen Abteilung und der Röntgenstation am Städtischen „Krankenhaus Am Urban“, erkannte die sozialen Probleme der Körperbehinderten, welche keine orthopädische Behandlung bekamen und deshalb in ihrem sogenannten „Krüppeltum“ verblieben. Durch seine statistischen Erhebungen hoffte er größere Kreise zu sensibilisieren, sich besonders für die Heilung und Ausbildung von Kindern und Jugendlichen zu engagieren. Biesalski betrieb eine orthopädische Privatklinik mit dem Namen „Krüppel-, Heil- und Erziehungsanstalt für Berlin-Brandenburg“, welche mit angeschlossener Schule und Werkstatt die jungen Patienten auf ein selbstbestimmtes Leben vorbereitete. Bisher als Objekte der kirchlichen Armenfürsorge angesehen, sah er die Möglichkeiten der Rehabilitation körperbehinderter Menschen. Durch sein persönliches Engagement erreichte er, dass sich Helene Pintsch, die sozial engagierte Ehefrau des Industriellen Oskar Pintsch, für seine Pläne begeisterte. Ziel war es, für die etwa 3.500 Berliner und 6.500 Brandenburger Kinder ein gemeinsames Heim zu schaffen.
Am 27. November 1905 gründeten Helene Pintsch und Konrad Biesalski im Haus der Eheleute Pintsch den „Krüppelkinder-Heil- und Fürsorge-Verein für Berlin-Brandenburg“. Die großzügige finanzielle Unterstützung von einer halben Million Goldmark durch Oskar Pintsch über die „Oskar Pintsch Stiftung zur Förderung der Krüppelfürsorge“ ermöglichte den Beginn des Baus der Heilanstalt. Frauen war es eigentlich bis 1908 untersagt, die Geschäfte eines Vereins zu führen. Da man auf das Geld der Helene Pintsch jedoch nicht verzichten mochte, erteilte das Ministerium der geistlichen, Unterrichts- und Medizinalangelegenheiten ihr trotzdem die Erlaubnis als Vereinsvorsitzende zu fungieren. Die Einweihung des „Oskar-Helene-Heim für Heilung und Erziehung gebrechlicher Kinder“ wurde am 27. Mai 1914 im Beisein der Deutschen Kaiserin Auguste Viktoria gefeiert. Es sollte in den folgenden Jahrzehnten unter der ärztlichen Leitung von Biesalski und dem zuständigen Erziehungsdirektor Hans Würtz Weltruhm erlangen und Vorläufer einer Rehabilitationsklinik werden, wie sie heutigem Niveau entspricht. Zunächst allerdings propagierte Biesalski seit Beginn des Ersten Weltkriegs im gesamten Deutschen Reich eine „Mobilmachung der Krüppelfürsorge“ durch die Umwandlung der Heime für körperbehinderte Kinder in orthopädische Lazarette. Er diktierte dem Kabinettssekretär der Kaiserin Auguste Viktoria ein Schreiben, das er über Wolffs Telegraphisches Bureau, die damals bekannteste halbamtliche Nachrichtenagentur, verbreiten ließ. In dem fingierten Telegramm wies die Kaiserin angeblich alle „Krüppelheime“ an, fortan „die orthopädische Nachbehandlung von Verwundeten“ zu übernehmen und „die Schwerverletzten wieder beruflichem Erwerb zuzuführen“. So wurde auch auf dem Gelände des Oskar-Helene-Heims schon in den ersten Monaten des Kriegs ein Lazarett und 1918 eine Sonderabteilung für die Kriegsversehrten eingerichtet.
Der Orthopädie-Techniker Fischer entwickelte hier eine Kunsthand („Fischer-Hand“), eine Prothese, die zahllosen Kriegsversehrten ein eigenständiges Leben und eine neue Berufstätigkeit ermöglichen sollte. 1922 wurde das umfassende Gelände beträchtlich erweitert. Mit nun 300 Betten gehörte das Oskar-Helene-Heim zu den größten orthopädischen Privatanstalten für Kinder und Jugendliche.

### Während des Nationalsozialismus
Nachdem 1923 die langjährige Vereinsvorsitzende Helene Pintsch und 1930 Konrad Biesalski gestorben waren, wurde 1933 Hans Würtz gezwungen, das Oskar-Helene-Heim zu verlassen. 1932 hatte er es gewagt Joseph Goebbels in seinem Buch „Zerbrecht die Krücken“ in der Liste berühmter Krüppel aufzuführen. Unter dem Vorwurf der Untreue und Verschwendung von Spendengeldern des Oskar-Helene-Heims wurde er zu einem Jahr Gefängnisstrafe mit Bewährung verurteilt und er verließ daraufhin, gewarnt vor neuen Attacken, Deutschland. Der Vorstand des Heims trat zurück und der spätere Reichsgesundheitsführer Leonardo Conti erklärte sich selbst zum Vereinsvorsitzenden. 1937 stellte der Trägerverein dem Preußischen Staat das Oskar-Helene-Heim für Forschung und Lehre zur Verfügung. Als „Orthopädische Universitätsklinik der Charité und Schulungsanstalt für Körperbehinderte“ verlor es seine Funktion als ein Heim für körperlich behinderte Kinder. Unter der Leitung des SS-Generalarztes Lothar Kreuz wurden die Kinder nach und nach entlassen und die Anstalt diente bald ausschließlich militärischen Zwecken. 1939 wurde ein Reserve-Lazarett eingerichtet, dem eine Sonderstation für „Ohnhänder“ angegliedert wurde. Dem folgte die Eröffnung eines Waldhauses mit fünfzig Betten für Erwachsene und dreißig für Kinder im Jahr 1941. 1943 erfolgte die rechtzeitige Evakuierung der Klinik, denn das „OHH“ wurde 1945 durch Brandbomben zu fünfzig Prozent zerstört.

### Nachkriegszeit
Gleich nach Kriegsende wurde mit dem umfassenden Wiederaufbau begonnen. Der Verein erhielt einen Notvorstand und wurde durch die amerikanische Besatzungsmacht verwaltet. 1946 erfolgte die Übergabe in die Treuhänderschaft des Magistrats der Stadt Berlin. Nach der Neu-Konstituierung unter dem Namen „Verein Oskar-Helene-Heim Berlin-Zehlendorf e. V. (Vereinigung zur Hilfe für Körperbehinderte, gegründet durch Konrad Biesalski (1905))“ erfolgte die allmähliche Wiederaufnahme des klinischen, schulischen und Werkstättenbetriebes. 1954 wurde das „OHH“ „Orthopädische Universitätsklinik der Freien Universität Berlin“. In den fünfziger Jahren folgten zahlreiche Erweiterungen, so 1955 eine Sonderstation für Schwerbeschädigte, 1957 ein Pavillon für Spiel- und Beschäftigungstherapie, der Bau der Hydrotherapie und 1960 die Fertigstellung des Neubaus für die Kinderstation.
1966 wurde die Gründung der „Stiftung Oskar-Helene-Heim“ beschlossen. Das Vermögen wurde im Folgejahr vom Verein auf die Stiftung übertragen, der Verein wird als Förderorganisation weitergeführt.
1976 wurde im Oskar-Helene-Heim das Zentrum für Replantation abgetrennter Gliedmaßen für Berlin eingerichtet, 1980 erfolgte die Grundsteinlegung für das neu zu errichtende OP-Gebäude, das 1983/1984 stufenweise mit den unterschiedlichen Bereichen in Betrieb genommen wurde. 1989 wurde mit dem Bau des Sportmedizinischen Zentrums für die Betreuung und Beratung von Breiten- und Behindertensportlern einschließlich Hochleistungsaktiven begonnen (1995 eröffnet). 1990 das Institut für Hyperbare Sauerstofftherapie und Tauchmedizin (IHTM) in Betrieb genommen und 1991 eine Abteilung für Psychosomatische Orthopädie eröffnet.
Im Jahr 2000 fusionierte die „Orthopädische Universitätsklinik Oskar-Helene-Heim“ mit dem kommunalen Krankenhaus Zehlendorf (Behringkrankenhaus und Lungenklinik Heckeshorn) zur „Zentralklinik Emil von Behring“. Der Klinikstandort wurde von der Clayallee auf das Gelände des Behringkrankenhauses in der Walterhöferstraße in Zehlendorf verlagert. Am bisherigen Standort Clayallee wurde ein ambulanter Gesundheitsstandort als Neubau errichtet. In vier Häusern werden Einrichtungen mit dem Schwerpunkt Orthopädie geschaffen. Vorausgegangen waren massive Proteste seitens des Krankenhauspersonals und erfolglose Verhandlungen mit dem Berliner Senat um das Oskar-Helene-Heim als eigenständige Orthopädische Klinik zu erhalten. 2004 wurde das Stiftungskrankenhaus im Interesse der langfristigen wirtschaftlichen Sicherung eines leistungsfähigen Krankenhausbetriebs in eine GmbH ausgegründet. Im Wege einer Strategischen Partnerschaft wird die HELIOS Kliniken GmbH  an dieser GmbH beteiligt – die Stiftung bleibt Mitgesellschafter. Das Klinikum führt seitdem den Namen „HELIOS Klinikum Emil von Behring“. Die Stiftung hat die unternehmerische Tätigkeit eingestellt und konzentriert sich auf die Förderung der Wissenschaft und Forschung auf dem Gebiet der Medizin.

### Vereinsvorsitzende
- 1905–1923: Helene Pintsch
- 1923–1933: Geheimrat Conze
- 1933–1945: Leonardo Conti
- 1945–1947: Rechtsanwalt Degenhardt und Pastor Hagen, (Notvorstand)
- 1947–1953: Konsistorialrat Gefaeller
- 1953–1960: Ebel
- 1960–1966: Senatsdirektor Schröder
- 1966–1988: Harro Würtz, Sohn des einstigen Erziehungsdirektors Hans Würtz
- 1988–1994: Günter Friedebold
- 1994–1999: Peter Biesalski, Sohn des Vereinsgründers Konrad Biesalski
- ab 1999: Angela S. Röschmann[6]